# Epidendrum sigmodiothoneum
Epidendrum sigmodiothoneum är en orkidéart som beskrevs av Eric Hágsater och E.Santiago. Epidendrum sigmodiothoneum ingår i släktet Epidendrum och familjen orkidéer.
Artens utbredningsområde är Peru. Inga underarter finns listade i Catalogue of Life.